# Klenowskoje
Klenowskoje (ros. Кленовское) – wieś (sieło) w Rosji, w obwodzie swierdłowskim, w rejonie niżniesiergińskim. W 2010 liczyła 1250 mieszkańców.